# Yurie Watabe
Yurie Watabe (ur. 12 stycznia 1989) – japońska narciarka dowolna, specjalizująca się w halfpipe'ie. W Pucharze Świata zadebiutowała 9 grudnia 2011 roku w Copper Mountain, zajmując 27. miejsce. Tym samym już w swoim debiucie wywalczyła pierwsze pucharowe punkty. Na podium zawodów tego cyklu po raz pierwszy stanęła 22 grudnia 2017 roku w Secret Garden, kończąc rywalizację na drugiej pozycji. W zawodach tych rozdzieliła Chinkę Zhang Kexin i Waleriję Diemidową z Rosji. W 2017 roku wystąpiła na mistrzostwach świata w Sierra Nevada, gdzie była dziesiąta.

## Osiągnięcia

### Mistrzostwa świata
| Miejsce | Dzień    | Rok  | Miejscowość   | Konkurencja | Zwyciężczyni  |
| ------- | -------- | ---- | ------------- | ----------- | ------------- |
| 10.     | 18 marca | 2017 | Sierra Nevada | Halfpipe    | Ayana Onozuka |
| 12.     | 9 lutego | 2019 | Park City     | Halfpipe    | Kelly Sildaru |

### Puchar Świata

#### Miejsca w klasyfikacji generalnej
- sezon 2010/2011: -
- sezon 2011/2012: 122.
- sezon 2012/2013: 182.
- sezon 2014/2015: 75.
- sezon 2015/2016: 75.
- sezon 2016/2017: 93.
- sezon 2017/2018: 47.
- sezon 2018/2019: 56.

#### Miejsca na podium
1. Secret Garden – 22 grudnia 2017 (halfpipe) – 2. miejsce